# Ablerus albicaput
Ablerus albicaput är en stekelart som beskrevs av Girault 1924. Ablerus albicaput ingår i släktet Ablerus och familjen växtlussteklar. Inga underarter finns listade i Catalogue of Life.